# トム・ランドリー
トーマス・ウェイド・ランドリー（Thomas Wade Landry、1924年9月11日 - 2000年2月12日）は、アメリカ合衆国テキサス州ミッション出身のアメリカンフットボール元選手、指導者。現役時代のポジションはパンター（P）。
1960年にNFLのダラス・カウボーイズ初代ヘッドコーチに就任以降、29シーズンにわたって指揮を取った。コーチとして、現在では一般的となった4–3ディフェンスや、フレックスディフェンスシステムなど、多くの新しいフォーメーションと戦略を構築した。29年間にもおよぶ同一チームでのヘッドコーチとしての活動はNFL記録となっており、ランドリーの最も印象的な業績とされている。
1970年代に黄金時代を迎えたカウボーイズは、1966年から1985年まで20シーズン連続でチームは勝ち越し、2回のスーパーボウル制覇（第6回・第12回）、5回のNFCタイトル、そして13回の地区優勝を果たした。ヘッドコーチとしての通算勝利数は270勝にも及び、NFLの歴代ヘッドコーチの中でも4番目に多い記録である。また、20回のプレーオフでの勝利は、NFL史上2番目の記録である。1966年には、AP通信NFL最優秀コーチ賞、1975年にはNFC最優秀コーチ賞に選出された。
1966年から1982年までの17シーズンでカウボーイズは12回のNFLチャンピオンシップゲーム、NFCチャンピオンシップゲームに出場した。特に1970年から1982年の13シーズンで10回のNFCチャンピオンシップゲームに出場した。1975年から1978年までの4シーズンで3回スーパーボウルに出場した。この間、カウボーイズはアメリカズ・チームと呼ばれた。
コーチ引退後の1990年、プロフットボール殿堂入りを果たした。

## 経歴

### プロ入りまで
テキサス州ミッションで4人兄弟の次男として生まれた。高校時代、クォーターバックとパンターとしてプレーした。高校の最終学年でチームは12戦全勝、後に高校のスタジアムはトム・ランドリー・スタジアムという名前となった。
テキサス大学に進学した彼は第二次世界大戦の勃発によりアメリカ空軍に従軍するため大学を休学した。兄のロバートは真珠湾攻撃の後、アメリカ空軍に従軍し、彼の乗機のB-17はアイスランド近海の北大西洋で墜落し戦死した。トム・ランドリーはテキサス州ウィチタフォールズのシェパード空軍基地、同州サンアントニオ近郊のケリー基地で訓練を受けた。その後アイオワ州スーシティの基地に移りB-17の搭乗員として訓練を受けた。1944年、第8空軍に所属する彼の部隊はイギリスのイプスウィッチに異動となった。1944年11月から1945年4月まで30回出撃した彼はベルギーで燃料切れで不時着したこともあったが生き残った。
1946年に大学に復帰した彼はフルバックとディフェンスバックとしてプレーした。1948年、1949年と彼の所属するチームは元旦に行われたボウルゲームで勝利した。
1949年に学士を取得、1952年にヒューストン大学の修士の学位を取得した。

### 現役時代
1948年にAAFCのニューヨーク・ヤンキースにドラフト19巡で指名されて入団、1950年にNFLのニューヨーク・ジャイアンツに加入した。彼は1947年のNFLドラフト20巡でジャイアンツから指名されていた。
1949年にAAFCが崩壊、ヤンキースも解散となった。ジャイアンツに加入した彼は1954年、オールプロに選ばれた。1954年、1955年の2シーズンは選手兼任コーチを務めた。
彼は現役80試合で32インターセプト、404ヤードをリターンし、3タッチダウンをあげた。また10ファンブルリカバーで67ヤードをリターンし、2タッチダウンをあげている。

### コーチ時代
1954年にジャイアンツの守備コーディネーターに就任した。当時の攻撃コーディネーターはヴィンス・ロンバルディであった。チームは1956年から1959年まで4シーズンで3回NFLチャンピオンシップゲームに出場、1956年には47-7でシカゴ・ベアーズを破り優勝したが1958年、1959年はボルチモア・コルツにいずれも敗れた。ジャイアンツ時代に彼は4-3ディフェンスを考案、ミドルラインバッカーにサム・ハフを起用した。
1960年に新規フランチャイズのダラス・カウボーイズのヘッドコーチに就任したが、1年目は0勝11敗1分に終わった。続く4シーズンはいずれも5勝以下に終わったが1964年に10年の契約延長を果たした。1965年、チームは7勝7敗、1966年、10勝をあげてグリーンベイ・パッカーズとのNFLチャンピオンシップゲームに進出した。
彼は選手獲得にあたり、伝統的なフットボール強豪校以外からの選手獲得も積極的に行い、ラテンアメリカ諸国のサッカー選手、エフレン・ヘレーラ、ラファエル・セプティアンをプレースキッカーとして起用した。また陸上短距離のスーパースター、ボブ・ヘイズを獲得しワイドレシーバーとして起用した。
彼はスーパーボウルに5回出場して2勝3敗である。勝利した2大会はいずれもニューオーリンズで開催された。敗れた3大会はいずれもマイアミ・オレンジボウルで開催された。
1967年NFLチャンピオンシップゲームではパッカーズのバート・スターのQBスニークで決勝点を奪われ第2回スーパーボウル出場はならなかった。
1970年、第5回スーパーボウルに進出したがボルチモア・コルツに10-13で敗れた。この時のエースQBはクレイグ・モートンである。
1971年、ロジャー・ストーバックを獲得した。この年開幕から7試合はモートンとストーバックが併用された。4勝3敗となった後、ストーバックがエースQBに選ばれその後レギュラーシーズン残り7試合を連勝し、11勝3敗でシーズンを終えた。第6回スーパーボウルでマイアミ・ドルフィンズをFG1本に抑え、24-3でスーパーボウルを初制覇した。この時の協力なディフェンスはノーネームディフェンスと呼ばれた。
1973年、ロジャー・ストーバックとクレイグ・モートンのエースQB争いには終止符が打たれストーバックがエースQBとなり、モートンはトレードを志願した。
1977年、第12回スーパーボウルでは元カウボーイズのQBクレイグ・モートン率いるデンバー・ブロンコスと対戦、Doomsday Defense（地獄の守備網）と呼ばれる守備陣の活躍で24-10で勝利した。
1970年代に4回スーパーボウルを制覇したピッツバーグ・スティーラーズとは第10回スーパーボウル、第13回スーパーボウルで対戦したがいずれも敗れた。
1980年から1982年まで3シーズン連続でNFLチャンピオンシップゲームに進出したがいずれも敗れた。1981年にはサンフランシスコ・フォーティナイナーズと対戦、ジョー・モンタナからドワイト・クラークへのTDパスが決まり、27-28で敗れた。このプレーは、ザ・キャッチとして知られている。1982年を最後にカウボーイズがプレーオフで勝利することはなかった。
1984年、クリント・マーチンソン・ジュニアからバム・ブライトがチームを購入、その後チーム成績は下降、1985年は10勝6敗の成績をあげたが、1986年は7勝9敗、1987年は7勝8敗、1988年は3勝13敗に終わった。1986年には大型トレードでハーシェル・ウォーカーを獲得したが期待どおりには活躍しなかった。
1988年、NFLワーストの成績に終わったチームはドラフト全体1位指名権を獲得した。彼は1984年から1989年までの5シーズン中4回プレーオフを逃した。
NFLのヘッドコーチとしての通算成績は270勝186敗6分であった。
1989年、ブライトオーナーはジェリー・ジョーンズにチームを売却、ジョーンズオーナーはランドリーとテックス・シュラムを解任した。後任のヘッドコーチにはジョーンズのアーカンソー大学時代のチームメートであるジミー・ジョンソンマイアミ大学が就任した。

### コーチ解任後
1990年8月3日、プロフットボール殿堂入りを果たした。
当初は関係の悪かったジョーンズオーナーとランドリーの間柄はその後関係が修復され、1993年、ランドリーはカウボーイズの本拠地、テキサス・スタジアムのリング・オブ・オナーに選ばれた。
1992年にワールドリーグのサンアントニオ・ライダーズの限定パートナーを務めている。
長年白血病と戦った彼は2000年2月12日に亡くなった。2000年、カウボーイズはランドリーのトレードマークである中折れ帽子のマークをユニフォームに縫い付けて戦った。

## コーチングツリー
彼は多くの指導者を教え子の中から出した。1986年のヘッドコーチには彼の教え子であるマイク・ディトカ、ダン・リーブス、ジョン・マコビッチ、ジーン・スターリングス、レイモンド・ベリーとNFLの5チームのヘッドコーチを占めた。他にもディック・ノーラン、ロン・メイヤーがNFLチームのヘッドコーチとなった。